# Gastrophryninae
A Gastrophryninae a kétéltűek (Amphibia) osztályába, a békák (Anura) rendjébe és a szűkszájúbéka-félék (Microhylidae) családjába tartozó alcsalád.

## Elterjedése
Az alcsaládba tartozó fajok az amerikai kontinensen honosak.

## Rendszerezésük
Az alcsaládba tartozó nemek:
- Arcovomer Carvalho, 1954
- Chiasmocleis Méhely, 1904
- Ctenophryne Mocquard, 1904
- Dasypops Miranda-Ribeiro, 1924
- Dermatonotus Méhely, 1904
- Elachistocleis Parker, 1927
- Gastrophryne Fitzinger, 1843
- Hamptophryne Carvalho, 1954
- Hypopachus Keferstein, 1867
- Myersiella Carvalho, 1954
- Stereocyclops Cope, 1870